# Cristoforo Arduino Terzi
Pour les articles homonymes, voir Terzi.
Cristoforo Arduino Terzi, est un prélat italien né le 29 septembre 1884 à Capradosso et mort le 11 juillet 1971, évêque de 1934 à 1971.

## Biographie
Religieux franciscain, Cristoforo Arduino Terzi est ordonné prêtre en 1907. Il devient évêque de Massa Cararra de 1934 à 1945, puis d'Apuania et de Diocletania de 1945 à 1971.